# Unité urbaine de Baillargues
L'unité urbaine de Baillargues est une unité urbaine française centrée sur la commune de Baillargues, dans le département de l'Hérault, en région Occitanie.

## Données générales
Dans le zonage réalisé par l'Insee en 2010, l'unité urbaine était composée de deux communes.
Dans le nouveau zonage réalisé en 2020, elle est composée des deux mêmes communes.
En 2022, avec 11 255 habitants, elle représente la 12e unité urbaine du département de l'Hérault et occupe le 52e rang dans la région Occitanie.
En 2021, sa densité de population s'élève à 889 hab/km2. Par sa superficie, elle représente 0,2 % du territoire départemental et, par sa population, elle regroupe 0,92 % de la population du département de l'Hérault.

## Composition 2020 de l'unité urbaine
Elle est composée des deux communes suivantes :
| Nom                        | Code Insee | Département | Statut       | Superficie (km2) | Population (dernière pop. légale) | Densité (hab./km2) | Modifier                                    |
| -------------------------- | ---------- | ----------- | ------------ | ---------------- | --------------------------------- | ------------------ | ------------------------------------------- |
| Baillargues (ville-centre) | 34022      | Hérault     | ville-centre | 7,68             | 7 793 (2022)                      | 1 015              | modifier les données · modifier les données |
| Saint-Brès                 | 34244      | Hérault     | banlieue     | 4,86             | 3 462 (2022)                      | 712                | modifier les données · modifier les données |

## Évolution démographique
| 1968  | 1975  | 1982  | 1990  | 1999  | 2010  | 2015  | 2021   |
| ----- | ----- | ----- | ----- | ----- | ----- | ----- | ------ |
| 1 852 | 2 598 | 4 147 | 6 333 | 8 319 | 8 865 | 9 958 | 11 113 |

#### Données générales
- Unité urbaine en France
- Aire d'attraction d'une ville
- Liste des unités urbaines de France

#### Données démographiques en rapport avec l'unité urbaine de Baillargues
- Aire d'attraction de Montpellier
- Arrondissement de Montpellier

#### Données démographiques en rapport avec l'Hérault
- Démographie de l'Hérault